# Medora (geslacht)
Medora is een geslacht van slakken uit de  familie van de Clausiliidae.

## Soorten
De volgende soorten zijn bij het geslacht ingedeeld:
- Medora adensameri H. Nordsieck, 2009
- Medora agnata (L. Pfeiffer, 1842)
- Medora almissana (Küster, 1847)
- Medora armata (Küster, 1844)
- Medora contracta (Rossmässler, 1842)
- Medora dalmatina (Rossmässler, 1835)
- Medora eris (L. Pfeiffer, 1866)
- Medora garganensis (A. J. Wagner, 1918)
- Medora hiltrudae H. Nordsieck, 1970
- Medora italiana (Küster, 1847)
- Medora lesinensis (Küster, 1847)
- Medora macascarensis (G. B. Sowerby I, 1828)
- Medora milettiana Giusti, 1967
- Medora pollinensis H. Nordsieck, 2012
- Medora proxima (Walderdorff, 1864)
- Medora punctulata (Küster, 1850)
- Medora stenostoma (Rossmässler, 1839)

### Synoniemen
- Medora (Mundaria) Lindholm, 1924 => Albinaria Vest, 1867
- Medora (Westerlundella) Lindholm, 1924 => Cristataria Vest, 1867
- Medora albescens (Menke, 1830) => Medora macascarensis albescens (Menke, 1830)
- Medora delimaeformis H. Nordsieck, 1970 => Medora agnata agnata (L. Pfeiffer, 1842)